# Persone di nome Zoltán
| Questa pagina contiene informazioni ricavate automaticamente dalle voci biografiche con l'ausilio del template Bio e di un bot. L'aggiornamento è periodico e automatico e ricostruisce completamente la pagina. Se manca una persona in questa lista, sei pregato di non aggiungerla, ma accertati piuttosto che la sua voce biografica contenga il template Bio e che i dati anagrafici siano correttamente compilati. Se il template Bio manca, inseriscilo tu stesso o, in alternativa, metti l'avviso {{tmp\|Bio}} che ne segnala la mancanza. Se i dati riportati sono sbagliati, correggi direttamente la voce biografica; le modifiche saranno visibili in questa lista entro pochi giorni. Per chiarimenti vedi il progetto antroponimi. La lista contiene solo le 86 persone che sono citate nell'enciclopedia e per le quali è stato implementato correttamente il template Bio. Pagina aggiornata al 16 ott 2024. |

Questa è una lista di persone presenti nell'enciclopedia che hanno il prenome Zoltán, suddivise per attività principale.

## Allenatori di calcio(2)
- Zoltán Gera, allenatore di calcio e ex calciatore ungherese (Pécs, n. 1979)
- Zoltán Varga, allenatore di calcio e calciatore ungherese (Vál, n. 1945 - Budapest, † 2010)

## Allenatori di calcio a 5(1)
- Zoltán Balázs, allenatore di calcio a 5 e ex giocatore di calcio a 5 ungherese (Budapest, n. 1979)

## Allenatori di tennis(1)
- Zoltán Kuhárszky, allenatore di tennis e ex tennista ungherese (Budapest, n. 1959)

## Astronomi(1)
- Zoltán Kuli, astronomo ungherese (n. 1977)

## Attori(3)
- Zoltán Bereczki, attore e cantante ungherese (Budapest, n. 1976)
- Zoltán Latinovits, attore ungherese (Budapest, n. 1931 - Balatonszemes, † 1976)
- Zoltán Rátóti, attore e artista ungherese (Cegléd, n. 1960)

## Calciatori(20)
- Zoltán Balog, ex calciatore ungherese (Békés, n. 1978)
- Zoltán Balog, ex calciatore ungherese (Zalaegerszeg, n. 1967)
- Zoltán Beke, calciatore rumeno (Biseruca Alba, n. 1911 - Timișoara, † 1994)
- Zoltán Blum, calciatore ungherese (Pápa, n. 1892 - Budapest, † 1959)
- Zoltán Bükszegi, ex calciatore ungherese (Budapest, n. 1975)
- Zoltán Czibor, calciatore ungherese (Kaposvár, n. 1929 - Győr, † 1997)
- Zoltán Dudás, calciatore ungherese (Miskolc, n. 1933 - Budapest, † 1989)
- Zoltán Friedmanszky, calciatore ungherese (Ormospuszta, n. 1934 - † 2022)
- Zoltán Harsányi, calciatore slovacco (Senec, n. 1987)
- Zoltán Hercegfalvi, ex calciatore ungherese (Budapest, n. 1979)
- Zoltán Horváth, calciatore ungherese (Kisvárda, n. 1989)
- Zoltán Kereki, ex calciatore ungherese (Kőszeg, n. 1953)
- Zoltán Kiss, ex calciatore ungherese (Püspökladány, n. 1980)
- Zoltán Kovács, ex calciatore ungherese (Budapest, n. 1973)
- Zoltán Lipták, ex calciatore ungherese (Salgótarján, n. 1984)
- Zoltán Opata, calciatore e allenatore di calcio ungherese (Budapest, n. 1900 - Budapest, † 1982)
- Zoltán Pető, ex calciatore ungherese (n. 1974)
- Zoltán Sebescen, ex calciatore tedesco (Ehingen, n. 1975)
- Zoltán Stieber, calciatore ungherese (Sárvár, n. 1988)
- Zoltán Szélesi, ex calciatore ungherese (Budapest, n. 1981)

## Canoisti(3)
- Zoltán Bakó, ex canoista ungherese (n. 1951)
- Zoltán Kammerer, canoista ungherese (Vác, n. 1978)
- Zoltán Sztanity, ex canoista ungherese (n. 1954)

## Cantanti(1)
- Zoli Téglás, cantante ungherese (Los Angeles, n. 1969)

## Cestisti(7)
- Zoltán Boros, ex cestista ungherese (Budapest, n. 1970)
- Zoltán Csányi, cestista, multiplista e allenatore di pallacanestro ungherese (Esztergom, n. 1912 - Budapest, † 1993)
- Zoltán Judik, ex cestista ungherese (Budapest, n. 1933)
- Zoltán Krenický, cestista cecoslovacco (Klokočov, n. 1925 - Košice, † 1976)
- Zoltán Perl, cestista ungherese (Szombathely, n. 1995)
- Zoltán Supola, cestista ungherese (Budapest, n. 1988)
- Zoltán Trepák, ex cestista ungherese (Budapest, n. 1977)

## Compositori(1)
- Zoltán Kodály, compositore, linguista e filosofo ungherese (Kecskemét, n. 1882 - Budapest, † 1967)

## Compositori di scacchi(1)
- Zoltán Zilahi, compositore di scacchi ungherese (Budapest, n. 1903 - Budapest, † 1971)

## Direttori d'orchestra(1)
- Zoltán Peskó, direttore d'orchestra ungherese (Budapest, n. 1937 - Budapest, † 2020)

## Discoboli(1)
- Zoltán Kővágó, discobolo ungherese (Szolnok, n. 1979)

## Fisici(1)
- Zoltán Bay, fisico e inventore ungherese (Gyulavári, n. 1900 - Washington, † 1992)

## Ginnasti(1)
- Zoltán Magyar, ex ginnasta ungherese (Budapest, n. 1953)

## Giocatori di calcio a 5(1)
- Zoltán Dróth, giocatore di calcio a 5 ungherese (Győr, n. 1988)

## Hockeisti su ghiaccio(1)
- Zoltán Hetényi, hockeista su ghiaccio ungherese (Budapest, n. 1988)

## Letterati(1)
- Zoltán Ambrus, letterato ungherese (Debrecen, n. 1861 - Budapest, † 1932)

## Lottatori(3)
- Zoltán Fodor, lottatore ungherese (Budapest, n. 1985)
- Zoltán Lévai, lottatore ungherese (n. 1996)
- Zoltán Lévai, lottatore slovacco (n. 1995)

## Matematici(1)
- Zoltán Pál Dienes, matematico ungherese (n. 1916 - † 2014)

## Mezzofondisti(1)
- Zoltán Speidl, mezzofondista, ostacolista e velocista ungherese (Lučenec, n. 1880 - Budapest, † 1917)

## Militari(1)
- Zoltán Dani, ufficiale serbo (Kovin, n. 1956)

## Nuotatori(4)
- Zoltán Bitskey, nuotatore ungherese (Zvolen, n. 1904 - Miskolc, † 1988)
- Zoltán Halmay, nuotatore ungherese (Nagymagasfalu, n. 1881 - Budapest, † 1956)
- Zoltán Tóbiás, nuotatore ungherese (Budapest, n. 1886 - Manhattan, † 1950)
- Zoltán Verrasztó, ex nuotatore ungherese (Budapest, n. 1956)

## Pallanuotisti(4)
- Zoltán Dömötör, pallanuotista e nuotatore ungherese (Budapest, n. 1935 - Budapest, † 2019)
- Zoltán Kásás, ex pallanuotista ungherese (Alpár, n. 1946)
- Zoltán Kósz, ex pallanuotista ungherese (Budapest, n. 1967)
- Zoltán Szécsi, pallanuotista ungherese (Budapest, n. 1977)

## Pianisti(1)
- Zoltán Kocsis, pianista, direttore d'orchestra e compositore ungherese (Budapest, n. 1952 - Budapest, † 2016)

## Poeti(1)
- Zoltán Zelk, poeta ungherese (Érmihályfalva, n. 1906 - Budapest, † 1981)

## Politici(1)
- Zoltán Tildy, politico ungherese (Losonc, n. 1889 - Budapest, † 1961)

## Registi(3)
- Zoltán Fábri, regista ungherese (Budapest, n. 1917 - Budapest, † 1994)
- Zoltán Huszárik, regista e sceneggiatore ungherese (Domony, n. 1931 - Budapest, † 1981)
- Zoltán Korda, regista e sceneggiatore ungherese (Pusztatúrpásztó, n. 1895 - Hollywood, † 1961)

## Scacchisti(4)
- Zoltán Almási, scacchista ungherese (Budapest, n. 1976)
- Zoltán Gyimesi, scacchista ungherese (Kecskemét, n. 1977)
- Zoltán Ribli, scacchista ungherese (Mohács, n. 1951)
- Zoltán Sárosy, scacchista e supercentenario ungherese (Budapest, n. 1906 - Toronto, † 2017)

## Schermidori(5)
- Zoltán Horváth, ex schermidore ungherese (Balatonfüred, n. 1937)
- Zoltán Nagyházi, ex schermidore ungherese (n. 1949)
- Zoltán Nemere, schermidore ungherese (Bokod, n. 1942 - Felgyő, † 2001)
- Zoltán Schenker, schermidore ungherese (Sânmartin, n. 1880 - Budapest, † 1966)
- Zoltán Székely, ex schermidore ungherese (Budapest, n. 1952)

## Scultori(1)
- Zoltán Kemény, scultore ungherese (Bănița, n. 1907 - Zurigo, † 1965)

## Sollevatori(2)
- Zoltán Balázsfi, ex sollevatore ungherese (Seghedino, n. 1962)
- Zoltán Farkas, ex sollevatore ungherese (Sovata, n. 1974)

## Tennistavolisti(1)
- Zoltán Berczik, tennistavolista ungherese (Novi Sad, n. 1937 - Budapest, † 2011)

## Tiratori a segno(1)
- Zoltán Soós-Ruszka Hradetzky, tiratore a segno ungherese (Budapest, n. 1902 - Kansas City, † 1992)

## Vescovi cattolici(1)
- Zoltán Lajos Meszlényi, vescovo cattolico ungherese (Hatvan, n. 1892 - Kistarcsa, † 1951)

## Violinisti(1)
- Zoltán Székely, violinista ungherese (Kocs, n. 1903 - Banff, † 2001)

## Senza attività specificata(2)
- Zoltán d'Ungheria
- Zoltán Solymosi, ex ballerino ungherese (Budapest, n. 1967)